# Liste der Träger des Order of the Republic of The Gambia (Member)

Bandschnalle „Order of the Republic of The Gambia“

In der Liste der Träger des Order of the Republic of The Gambia, Member sind Personen oder Organisationen gelistet, die den Orden Order of the Republic of The Gambia der Stufe Member (MRG) erhalten haben.
Die Liste ist noch unvollständig und soll stetig erweitert werden.

## Träger
Jahr der Verleihung nicht bekannt
- Binta Jammeh-Sidibe, Frauenrechtsaktivistin[1]
- Henry Darlington Richmond Carrol, ehemaliger Vorsitzender der Gambia Law Reform Commission und Hochschullehrer an der Universität von Gambia[2]
- Major Musa Jammeh[3]
- Ousman Sonko, Innenminister (Secretary of State for the Interior)[4]

1984
- Harriet Ndow[5]

1986
- Alhagie OB Conateh[6]

1991
- Rosamond Fowlis[7]

2000
- Yankuba Gassama, Direktor des Gesundheitswesens[8]

2003
- Daba Marenah, Commissioner der Upper River Division
- Mustapha Njie von Taf Holding Company

2004
- Alhaji Appayi Colley, ein Gemeindeführer in Foni Kansala (posthumous)
- Mumine Sey, Präsident der Gambia Transport Union
- Alhaji Hulay Camara, Chief von Basse in URD
- Alhaji Momodou Sanyang, öffentlich Bediensteter bei Gambia Radio and Television Services
- Aji Ndey Jatta, ein weibliches Gemeindeoberhaupt in Kombo North
- Aji Sainabou Sarr, ein weibliches Gemeindeoberhaupt in den USA

2005
- Dodou Amigo Jeng, Geschäftsmann von Shyben A Madi & Sons Co. Ltd.
- Alhaji Saim Kinteh, pensionierter Staatsbeamter
- Alhaji Ahmed Sugufara, mauretanischer Unternehmer (MRG Honorary)

2006
- Elizabeth Harding, Kabinettssekretärin am Büro des Präsidenten
- Momodou Kaba Tambajang, Generaldirektor des Zollamts
- Abdoulie Janneh, United Nations Under Secretary-General und Exekutivsekretär, United Nations Economic Commission for Africa
- Yaharr Jallow, ehemaliger Lehrer
- Boto Sano Duanda, ehemaliger Stabsarzt am Royal Victoria Teaching Hospital
- Abdoulie Alieu Ceesay, pensionierter Stabsarzt am Royal Victoria Teaching Hospital
- Malang K. A. Barrow, ehemaliger Umweltschützer an der National Environment Agency (posthum)
- Lt. Sarjo Fofana, Commander der Gambia Navy
- Funktionäre der U-17-Fußballnationalmannschaft
- Celi Marie Dean (Miss Black USA)
- Reverend Yolanda Sampson
- Cindy Carter, Schauspielerin in USA (MRG Honorary)
- Abdou F. M. Badjie, Commissioner der Western Region
- Kabekel Cultural Group
- Saidjou Band
- Kayong Kalong Cultural Group
- Ebou Sillah, ehemaliger Lehrer und renommierter Künstler (posthum)[13]
- Nyimasata Sanneh-Bojang, Mitglied der National Assembly[13]
- William John Joof, Staatssekretär im Außenministerium (Department of State for Foreign Affairs)[13]
- Tumani Cora, Generaldirektor im Medical Research Council[13]
- Ismaila Njie, Chefärztin in der Säuglingsstation im Royal Victoria Teaching Hospital[13]
- Adama Sallah, niedergelassener Arzt[13]
- Alieu Jarboh, Kommissar für Einkommensteuer[13]
- Eliman Cham, ehemaliger stellvertretender Geschäftsführer von GAMTEL[13]
- Z. B. King, pensionierter Branddirektor[13]
- Musa Mboob, Generaldirektor des Einwohnermeldeamtes[13]
- Ibrahim Bun Sanneh, Chief Executive Officer der National Drugs Enforcement Agency[13]
- Ousman Sanneh, Polizeikommissar[13]
- Agnes Rose Klu, stellvertretende Generaldirektorin des Gambia Prison Service[13]
- Amie Bensouda, niedergelassene Anwältin und ehemalige Generalstaatsanwältin[13]
- Ida Drammeh, niedergelassene Anwältin[13]

2008
- Farid Bensouda, Eigentümer der Coconut Residence
- Pastor Francis Soska Forbes von Abiding Word Ministries
- Yusupha Baboucarr Dibba, amtierender Generaldirektor des Management Development Institute
- Bolong Landing Sonko, Koordinator des AU-Gipfeltreffen in Banjul
- Alhagie Ousman Ceesay, Protokollchef im Büro des Präsidenten
- Alhagie Omar Bun Jeng, islamischer Gelehrter (posthum)

2009
- Alhaji Mustapha Carayol, Vorsitzender der Independent Electoral Commission
- Alhaji Gibriel Jagne, ehemaliger Politiker
- Ousman Nyang, Professor und Hochschullehrer
- Aja Ndey Conteh-Jallow, Geschäftsfrau
- Sering Alieu Saho
- Father Edu Gomez
- Ernest Aubee
- Alh. Momodou Faye
- Pa Musa Sanyang
- Alh. P. O. Njie
- Omar Jah, Hochschullehrer
- Samba M. B. Fye, Geschäftsführer Gamtours
- Aramata Tamba
- Babu Gaye Sonko
- Omar Ndure
- Grace Owumi Mowoe, parlamentarischer Anwalt (Honorary)
- Lt. Col. Yankuba A. Drammeh
- Omar B. Mbye
- Major Serign Modou Njie
- Modou Gaye
- Sako J. M. Drammeh
- Yusupha Kah
- Mod A. K. Secka
- Alh. Omar Khan, Gouverneur URR
- Mawdo Juwara, gambischer Botschafter in Taiwan
- Papa M. Jammeh
- Aja Fatou Dumbuya
- Alh. Modou Pica Jallow
- Aja Filijay Jammeh
- Aji Fatou Faye
- Alh. Barham Jobe, Imam der Serekunda Mosque
- Alh. Omar Mamburay
- Amie Jobarteh
- Alh. Omar Sowe
- Fatou Sanneh
- Saihou Bojang
- Fatou Jeng
- Saikhouna Sanneh
- Kaddy Camara
- Lamin Manjang
- Alima Dampha
- Sainey Chatty
- Binta Manneh
- Mass Joof
- Ida Gaye
- Mamie Gisseh
- Mustapha Bojang, Generalkonsul in Dschidda
- Mam Tamsir Njie, Künstler
- Njogou Touray, Künstler

2010
- Sheriff Jawneh von Kerewan URR (Posthumous)
- Pa Momodou Lowe, c/o Hon Mamadou S. Kah
- Ida Faye-Hydara, Leiterin des Women’s Bureau
- Fafa Sanyang, Kommissar für Erdöl
- Fatou Mbye, Direktorin von GTTI
- Alhaji Momodou Badjie, Senior Forest Ranger
- Ida Jahumpa-Njie, Assistant Director (Rtd GTTI)
- John Faye, Projektkoordinator LADEP (Posthumous)
- Mamadou Tangara, Koordinator, (NAOSU), Minister für Hochschulbildung, Forschung, Wissenschaft und Technologie[17]
- Pa Pamm Jammeh, Kanilai
- Khatiy Janneh, Seaview, KMC Fans Club
- Alhaji Illo Bah, Sarre Illo
- Chief June Bah, Sandu District
- Badara Mbye, Chief Executive Officer, AFRICELL
- Buba Manneh, Latrikunda Sabiji
- Modou Turro Darboe, KMC
- Aja Nanna Hydara, Gambissara
- Prof. Muhammad Kah, Vice Chancellor, UTG
- Imam Muhammed Lamin Touray, President Supreme Islamic Council
- Alhaji Ousman Jah, Former Amirul Hajj
- Alhaji Kebba Landing Sanyang, Former Amirul Hajj
- Alhaji Daddy Saloum Njie, Leman Street
- Sering Faye, GRTS
- Maimuna Bah, GRTS
- Sabel Badjan-Jagne, GRTS
- Aji Safiatou Cham, GRTS
- Anita Smith, britische Philanthropin
- Bank PHB
- Access Bank
- Oceanic Bank
- Sassi Alassan Ndure, Management Development Institute
- GRTS Ambassadors
- Mansuwanka Society
- Fonyi Jabang Kunda, Kanjandak
- Major Solo Bojang
- Abdoulie Bojang, stellvertretender Parlamentssprecher
- Tina Faal
- Nana Grey-Johnson
- Fodeh Baldeh, Dozent, Gambia College
- Prof. Awosun, UTG
- Anti Cattle Rustlers Association von der Western Region
- Consumer Protection Association of The Gambia
- National Beekeepers’ Association
- Taka Titti
- Supt. Saihou Njie, CRO
- Cecelia Tabel, CRO
- Fatou Njie, Police
- Dresden Banjul Challenge
- Seyfo Julaba Cora, Tumana
- Alhaji Habibu Touray, Daru Rilwan, Landwirt
- Mam Nyassi, Bwiam
- Patience Sonko-Godwin
- Ansumana Jammeh, Geschäftsführer JFP
- Gambia Association of the Deaf and Hard of Hearing (GADHOH)
- GAD
- Imam Alieu Bittaye, State House Mosque
- Pa Malick Ceesay, NEDI
- Agency For The Development of Women and Children (ADWAC)
- Babou Jobe, Njawara Agricultural Skill Centre
- Babou Sarr (ECCO)
- Momodou Lamin Jarjue, RONGO
- Tijan Valentine, GRTS, Basse
- Nuha Badjie, Basse
- Lamin Waa Juwara, Governor, LRR
- Bakary Bojang, Darsilami Youth Mobiliser
- Oumou Taal, nationaler Direktor, SOS Children’s Village
- Roy David Somers, ehemaliger Schulleiter, Gambia High School
- Jane Mckenzie, ehemaliger Schulleiter, Gambia High School
- Adel Sock, ehemaliger Schulleiter, St. Joseph’s High School
- Malcom Millard, ehemaliger Mathematiklehrer, Gambia High School
- Mathais Murphy, St. Augustines
- Fr. Casey, Marakissa
- National Patriotic Students Association (NAPSA)
- Seyfo Bakary Nanna Sonko, Essau
- Ibrahima O. Sonko (Rtd Agric Engineer)
- Aja Fatou Fullanding Mballow Ceesay, Bakau New Town
- Jalamang Jatta, Bakau Vegetable Garden
- Aji Olly Touray, Serrekunda
- Aji Demba Daffeh, Serrekunda
- Aji Mberry Sowe, KMC
- Aji Sirra Faye, Banjulunding
- Eddi Mass Jobe, ELTON
- Abdou Rahman Jobe, Ag PS, Agriculture
- Seyfo Bakary Jam Jawo, Janjanbureh
- Fatou Camara, Nyangna Bantang Enterprise
- Pap Demba Jobe, Vertreter des Khalifa General der Mouriden in Gambia
- Amadou Jah, Landwirt und Geschäftsmann, Basse
- Bajejah Jawara, Landwirt
- Biran Baldeh, Chief Upper Fulladu West
- Essa Tunkara, Landwirt
- Jawru Touray, Rue Chicken
- Kebba Khan, Bundung
- Abdoulie Boye, APRC-Aktivist, CRR
- Balla Keita, URR
- Alhaji Morro Ghaku, URR
- Jammat K. K. Bojang, Regionalratsvorsitzender in Brikama
- Kumba Jeng
- Ndey Dumbuya, Banjul
- Amie Njie-Ceesay, Banjul
- Sukuta Jammeh (Commander, OP)
- Aunty Sarrah Goddard
- Fatou Jobe Rasheed, GRTS
- Mansa Jang Manneh
- Lamin Jammeh, GAMTEL
- Essa Sarr, GAMTEL
- Mbaye Gaye, Musiker
- Sambou Suso, Musikerin
- Marja Touray, Tendaba Camp
- Badou Sinyan
- Lamin Conteh, Niederlande
- Modou Joof, Schweden
- Amie Njie, Police (Posthumous)
- Chief Supt. Ida King, Immigration
- Zacharia Saho, GAMTEL Driver (Posthumous)
- Sainabou Faal, Deputy Governor, Western Region
- Supt. Tijan Badje, Police Prosecutor
- Supt. Lang Fofana, Police Maintenance Group
- Alpha Jallow, (Macdonal Street residing in Sweden)
- Lt. Col. Umpa Mendy
- Major Sarjo Jarjue
- Major Amadou Joof
- Lt. Col. Bora Colley
- Numo Kujabi
- Toubab Omar Jagne, GRTS
- D. A. Njie, Rtd Director of Tourism
- Teus Kamphorst, Universitätsprofessor und Berater
- Alhaji A. M. Serign Secka, Mitglied von FESMAN Organising Comt
- Alhaji Bakari Sidibe
- Jaliba Kuyateh, Musiker
- Katim Touray, MD, GAMTEL
- Eugene Edward Renner (Posthumous)
- Mohammed Sillah, Salam Company
- Sulayman Hydara, Hydara Foam Manufacture Co.
- Mam Cherno Jallow, CEO, Gambia Chamber of Commerce
- Richterin Na Ceesay Sallah-Wadda
- Fafa Edrissa M’Bai, Magistrate
- Alhaji Momodou Lamin Khan, Prin. Cadi
- Abdoulie Dandeh-Njie
- Yankuba Colley, Bürgermeister von KMC
- Khattab Bojang (Posthumous)
- Cadi Omar Jaiteh (Posthumous)
- Sister Pauline Leahy, St Joseph’s of Cluny
- Sister Catherine Jarra, St Joseph’s of Cluny
- Alhaji Ali Mbaye (Buga Mbahal)
- Sister Jeanne, St Joseph’s of Cluny
- Major Ensa Tamba, G/5115 (BM GNG)
- Capt. Lamin Gibba, (SG BN)
- Lt. Col. Modou L Jarju G/5115 (BM GNG)
- Brg. Ebrima Bah, G/5065
- Major Momodou E. Dibba, G/5044
- Lt. Col. Paul Gomez, G/5107
- Lt. Col. Alhajie Sanneh, G/5133
- Col. Ramatoulie D. K. Sanneh, G/5177
- Mama Gibassy, Farmer Tamboto
- Lamin B. Gaye, Zucker-Importer
- Ida Gaye, Chairperson Alaska, USA
- Haddy Badjan, Washington DC, USA
- Omar Jallow, North Caroline, USA
- Njie Mbaye, Ohio, USA
- Batch Samba Jallow, Atlanta, USA
- Musa Drammeh, New York, USA
- Mbahey Nyang, Yai Compin, New York, USA
- Gibril Fadia, Rhode Island, USA
- Imam Abubakar Bajah, New York, USA

2011
- Mr Tom Lee
- Mr Herman Thiu
- Mr Cornelious Gomez
- Mr Demba Sanneh
- Hon. Netty Bah
- Miss Ida Jobe
- Mr Sankung Gassama
- Mr Lamin Manga
- Ms Fatou Camara
- Mrs Fatou Sanneh
- Mr Papa Yusupha Njie
- Mrs Fatou Jangum
- Mr Salifu Jaiteh
- Sheriff N. Sonko
- Momodou B. Jallow
- Ebrima Sanyang
- Akiladi Jeremiah Allen
- Mr Lamin Drammeh
- Momodou Sajo Jallow
- Mr Sanjay Dewan
- The Senior Management Team (SMT)
- Mr Momodou Sanneh
- Mr Mohammed B. S. Jallow
- Fatou Bin Njie-Jallow
- Mr Yankuba Y. N. Sonko
- Mr Edward Sambou
- Mr Lamin Keita
- Mr Sainey Camara
- Mr Aba Colley
- Mr Terenma Saidykhan
- Mr Fansu A. O. Faburay
- Mr Abdou Kolley
- Mr Kebba Cham
- Biran Mbye
- Mr Landing A. A. Jarju
- Mr Seedy M. Touray
- Mr David Colley
- Mr Momodou Lamin Jarra
- Mr Yaya Jarju
- Mr Lamin Faal
- Mr Ansumana Manneh
- Mr Momodou Lamin Ceesay
- Mr Jean Francis Bundu
- Mr Basiru Barry
- Baba Trawally
- Alh. Salifu Bah, Imam von Basse (Posthumous)
- Ousainou Senghore, Imam
- Alh. Dodou Colley
- Banta Tunkara
- Soma Jallow
- Mariama Jallow
- Alh. Sulay Ceesay
- Mrs Isatou Manneh
- Alieu N. A. Badjie
- Beray Darboe
- Hon. Borry Colley
- Hon. Lamin Kabba Jammeh
- Alh. Saikou Jallow
- Alh. Karamo Cassama
- Alh. Abou Njie
- Alh. Karamo Njie
- Foday Darboe
- Njie Darboe
- Aji Bintou Jaiteh
- Hon. Baboucarr Nyang
- Aji Awa Jah
- Chairman Sunkay Badjie
- Chairman Alh. Lamin Ceesay
- Chairman Modou Jaiteh
- Chairman Deputy Mayor Yusupha Sanyang
- Aji Sally Touray
- Abdoulie Sanneh
- Richard N. Chenge
- Abdou Jarjusey
- Burama L. J. Jammeh
- Anna Burang John
- SOS Children’s Village
- Biran Mbye
- Mama Fatima Singhateh
- Emmanuel Nkea
- Saihou Jones
- Mam Balla Njie
- Ansumana Trawally
- Alh. Demba Ndungu Jallow
- Chief Jim Fatima Jobe
- Gangi Touray
- Hon. Fabakary T. Jatta
- Momodou L. K. Sanneh
- Hon. Abdoulie Kanagi Jawla
- Hon. Sidia Jatta
- Hon. Sulayman S. Joof
- Ablie Suku Singateh
- Dodou C. M. Kebbeh
- Falang A. Barrow (RIP)
- Olga Roberts
- Sanna Dahaba
- Saidou Hawa Njie
- Tombong Saidy
- Aji Nyabally Jallow
- Mohammed Tunkara
- Bundawada Samsa
- Alhagie Dadurr Tunkara
- Alh. Kakalou Jaiteh
- Sainey Mbye
- Seffoe Fafading Kinteh
- Alh. Demba Njudu Jallow
- Fatou Sulu Kanagi
- Seffoe Yahya Jarjusey
- Samba Faal, Bürgermeister
- Alh. Ganye Touray
- Eduwar Seckan
- Robert Hutley, Esq. OBE
- Abdoulie Jobe
- Fatimah F. Sosseh-Jallow
- Nyan
- Isatou Kaba Jaiteh
- Aji Joko Gorgi Ndow
- Alh. Essa Camara
- Alh. Sulay Ceesay
- Mrs. Mam Faal
- Mrs. Chali
- Kadisa Sambou
- Wandifa Manneh
- Councillor Mam Nyassy
- Jenung Manneh
- Saihou T. M. F. Sanyang
- Pa Harry Jammeh
- Amie Nyan Alaboson
- Abubacarr Gaye
- Baba Galleh
- Flagman Abdou Dibba
- Binta Tamba
- Borry Dibba
- Nanding Trawally
- Bai Mbye Sarr
- Mam Fatou Sey
- Rohey Ndow
- Majula Joof
- Mama Jarju
- Aji Haddy Davies
- Mr Matarr Jarju
- Mrs Margaret Ogoo
- Alieu Jammeh
- Alasan Barrow
- Famara Jobarteh